# Abrahámovce (Bardejov)
|  | No s'ha de confondre amb Abrahámovce (Kežmarok). |

Abrahámovce és un poble i municipi d'Eslovàquia. Es troba a la regió de Prešov, al nord del país.

## Història
La primera referència escrita de la vila data del 1427.

## Demografia
| Godina             | 1994 | 2004   | 2014   | 2024    |
| ------------------ | ---- | ------ | ------ | ------- |
| Nombre de persones | 362  | 341    | 368    | 321     |
| Diferència         |      | −5,80% | +7,91% | −12,77% |

| Godina             | 2023 | 2024   |
| ------------------ | ---- | ------ |
| Nombre de persones | 325  | 321    |
| Diferència         |      | −1,23% |